# Войсковицкое сельское поселение
Во́йсковицкое се́льское поселе́ние — упразднённое муниципальное образование на территории Гатчинского муниципального округа Ленинградской области. 
Бывший административный центр — посёлок Войсковицы. На территории поселения находились 5 населённых пунктов — 2 посёлка и 3 деревни.

## Географические данные
- Общая площадь: 30,7 км²
- Нахождение: центральная часть Гатчинского муниципального округа
- Граничило:
  - на севере — с Пудостьским сельским поселением
  - на востоке и юго-востоке — с Большеколпанским сельским поселением
  - на западе и юго-западе — с Елизаветинским сельским поселением
  - на северо-западе — с Сяськелевским сельским поселением

По территории бывшего поселения проходят автодороги:
- А120 (Санкт-Петербургское южное полукольцо)
- 41А-002 (Гатчина — Ополье)
- 41К-102 (Войсковицы — Мариенбург)

Расстояние от бывшего административного центра поселения до центра муниципального округа — 10 км
По территории упразднённого поселения проходит железная дорога Гатчина — Ивангород, имеется станция Войсковицы.

## История
В ноябре 1928 года в результате объединения Борницкого и Черновского сельсоветов в составе Троцкого района был образован Войсковицкий сельсовет. 
10 июля 1959 года Войсковицкий сельсовет был ликвидирован, а его населённые пункты были перечислены в состав Большеондровского, Елизаветинского, Никольского и Пудостьского сельсоветов.
Решением исполкома Леноблсовета от 7 июня 1976 года № 213 Войсковицкий сельсовет был создан вновь.
18 января 1994 года постановлением главы администрации Ленинградской области № 10 «Об изменениях административно-территориального устройства районов Ленинградской области» Войсковицкий сельсовет, также как и все другие сельсоветы области, преобразован в Войсковицкую волость.
1 января 2006 года в соответствии с областным законом № 113-оз от 16 декабря 2004 года образовано Войсковицкое сельское поселение, в его состав вошла территория бывшей Войсковицкой волости.
Упразднено 13 мая 2024 года в связи с образованием Гатчинского муниципального округа вместо Гатчинского района.

## Экономика
На территории поселения производственной деятельностью занимались 4 крупных предприятия и десяток предприятий и действующих субъектов малого и среднего бизнеса. Ведущими отраслями выступали:
- производство сборного железобетона и бетонных конструкций
- обработка древесины и выпуск изделий из дерева
- выпуск птицеводческой продукции
- ремонт двигателей

В 2007 году по поселению отгружено товаров собственного производства, выполнено работ и услуг собственными силами на сумму 1307 миллионов рублей.
Основные предприятия:
- ЗАО «Племенная птицефабрика Войсковицы»

| Показатель                      | Данные на 2007 год  | Данные на 2006 год |
| ------------------------------- | ------------------- | ------------------ |
| Поголовье птицы                 | 670 тысяч голов     | 619 тысяч голов    |
| Производство яйца в год         | 36 миллионов        | нет данных         |
| Численность работающих          | 224                 | 221                |
| Средняя зарплата                | 13,8 тысяч рублей   | нет данных         |
| Вложение средств в производство | 97 миллионов рублей | нет данных         |

Основное поголовье — птицы-несушки. В 2008 году предполагается увеличение поголовья стада до 750 тысяч рублей.
- ОАО «Завод железобетонных изделий». В 2007 году выпущено продукции на сумму 594 338 тысяч рублей, средняя зарплата — 16 603 тысячи рублей. Приход природного газа на завод позволил увеличить объёмы производства и численность работающих.
- ООО «Чащинский лесопункт». Средняя зарплата — 6-7 тысяч рублей.
- ООО «Грин Пауэр». Выпускает топливные гранулы из отходов древесины. Средняя зарплата — 7,7 тысяч рублей. Выпуск продукции в 2007 году составил 14 173 тонны, в 2008 году планируется увелицить объёмы производства.
- ОАО «218 Авиаремонтный завод»
- ЗАО «Деревообработка»
- ПСК «Гатчинский»

## Население
| 2006  | 2010  | 2011  | 2012  | 2013  | 2014  | 2015  |
| ----- | ----- | ----- | ----- | ----- | ----- | ----- |
| 6700  | ↗6930 | ↗6934 | ↗6979 | ↗6994 | ↗7147 | ↘6943 |
| 2016  | 2017  | 2018  | 2019  | 2020  | 2021  | 2023  |
| ↘6880 | ↘6828 | ↘6707 | ↘6568 | ↘6435 | ↗6712 | ↗6725 |
| 2024  |       |       |       |       |       |       |
| ↘6703 |       |       |       |       |       |       |

Более 96 % населения проживают в посёлках Войсковицы и Новый Учхоз.
Демографическая ситуация характеризуется естественной убылью населения. В 2010 году родилось 68 детей, умер 71 человек.

## Состав сельского поселения
| № | Населённый пункт | Тип населённого пункта          | Население    |
| - | ---------------- | ------------------------------- | ------------ |
| 1 | Войсковицы       | посёлок, административный центр | ↗4514 (2021) |
| 2 | Карстолово       | деревня                         | ↗63 (2017)   |
| 3 | Новый Учхоз      | посёлок                         | ↗2620 (2017) |
| 4 | Рябизи           | деревня                         | ↘12 (2017)   |
| 5 | Тяглино          | деревня                         | ↘206 (2017)  |